# ラーマクリシュナ
ラーマクリシュナ（Sri Ramakrishna Paramahamsa, ベンガル語：রামকৃষ্ণ পরমহংস Ramkrishno Pôromôhongsho）、本名ガダーダル・チャットーパーディヤーエ（Gadadhar Chattopadhyay, ベンガル語：গদাধর চট্টোপাধ্যায় Gôdadhor Chôţţopaddhae、1836年2月18日 - 1886年8月16日）はインドのヒンドゥー教の出家者、弟子のヴィヴェーカーナンダらが創始した宗教団体ラーマクリシュナ・ミッションの宗祖。「シュリ・ラーマクリシュナ・パラマハンサ」とも呼ばれるが、「シュリ」は「聖」に当たる称号で、パラマハンサは聖者に対する尊称。インドでは中間層のグル、女優・劇場の守護聖人として慕われている。子供のような特異な人柄で、多くの人を魅了した。
知性ではなく神に純粋な信仰を捧げるバクティ（信愛）運動の系譜にあり、キリスト教・西洋思想の影響を受けたブラフモ・サマージらとは異なるヒンドゥー教改革運動の流れがラーマクリシュナの影響下で生じた。田舎の土俗のバラモンの生まれで、高度な教育を受ける機会はなく、聖典に興味を持たず、複雑な神学を説くこともなかった。様々な宗派・宗教での神秘体験によって、神々が多くの化身で現れる民衆のヒンドゥー教と、愛されるべき絶対万能の神、ブラフマンへの信仰を融合させており、ヴェーダーンタ学派に連なる思想であるとも言われる。ただし、ラーマクリシュナの思想と、師の示した真理であるという弟子のヴィヴェーカーナンダの思想はひとまとめに論じられてきたという経緯があり、ラーマクリシュナは聖人・宗祖として神聖視されているため、実際の思想の研究には困難が伴う。近年では、彼の信仰は慈悲深い母神としてのカーリー女神へのバクティを中核に形成されており、タントラ的な性格を持つことが分かってきている。

## 生涯

### 生誕から結婚まで

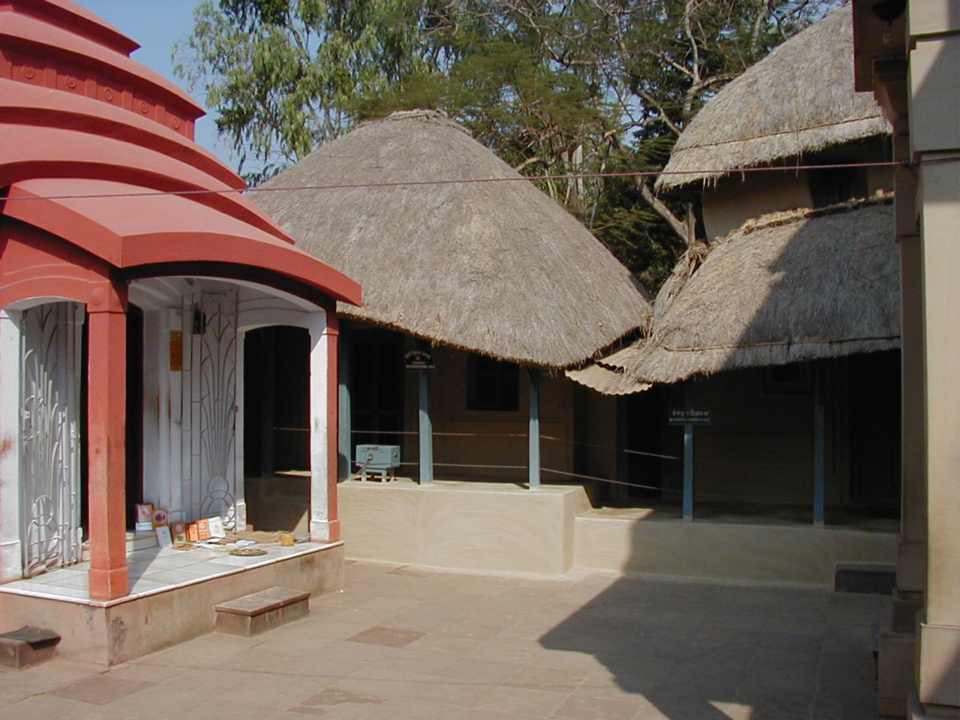
ラーマクリシュナが生まれた小屋

西ベンガル州フグリー県の、コルカタ（カルカッタ）の北西100キロに位置するカーマールプクルという村に生まれた。都市の周辺にあり、農村に接する場所だった。父のクデラーム・チャタジーは貧しいバラモンだった。棍棒を持つもの、を意味するガダーダルと名付けられた。母チャンドラーにとっては2人目の息子で、兄ラームクマールは30歳年上だった。
学校よりもヒンドゥーの神々の物語を覚えることに興味を持っており、エクスタシー的なトランス状態を経験するようになったという。6歳の時に最初の神秘体験をしたと主張するようになった。
彼が7歳のとき父が死亡し、兄のラームクマールが保護者になった。生活が苦しかったため、兄はカルカッタに出稼ぎに行って僧となり、その間にラーマクリシュナは女性のようなふるまいをし、女性の服を身に着けるようになった。この時から生涯、ラーマクリシュナのセクシュアリティ、ジェンダーに関して様々な疑問が持たれた。
16歳になると、兄の祭司の手伝いとしてコルカタに呼ばれた。コルカタでは、裕福な未亡人ラーニー・ラーシュマニーがカーリー女神からダクシネーショワルに寺院を作るように告げられる夢を見てカーリー寺院を建て、兄はそこの寺院僧になっており、ラーマクリシュナはここで兄を手伝った。田舎の聖地ではなくコルコタを拠点にしたことが、近代インドの聖者として支持を集める重要な条件になった。ラーマクリシュナはカーリー女神のカルトに加わり、この時期からラーマクリシュナの名で知られるようになった。
1855年もしくは1856年に保護者である兄が急死し、ラーマクリシュナはカーリー寺院の寺院僧になった。ラーマクリシュナはバクティを行い、ハタ・ヨーガも実践して見神の探究に没頭するようになり、弟子たちと数時間静坐し、食事も睡眠もあまり取らなくなった。カーリー女神に熱烈な信仰を抱き、一日数時間、時に数十時間もカーリー女神に話しかけ、歌い、カーリー女神を自分の母、また宇宙の母と信じ、生きる母にするように接した。カーリー女神を見ることができないことに苦しみ、ある日、カーリー女神と離れている人生に生きる意味はないと感じ、命を絶とうと寺院の女神像の前にあった刀をつかんだ。すると突然カーリー女神が現れ気を失い、カーリー女神の実在を感じるようになった。カーリー女神に抱かれ、無我・脱我・自失の状態、エクスタシー、ヒンドゥー教でいう三昧に達するようになり、カーリー女神との母子のような関係、神秘体験に没頭した。カーリー女神は、彼が避難できる唯一のところであったと述べている。
彼はバラモンであったが、下層のカーストが料理したものも喜んで食べ、犬の糞まで食べた。周囲からは正気でないと思われるようになり、寺院僧としての仕事も十分行えなかったため解雇され、母親が故郷に連れ帰った。いくらか回復すると、母は23歳のラーマクリシュナを5歳もしくは6歳の幼女サーラダー・デーヴィーと結婚させた。1859年に正式に結婚したが、幼い彼女は妻として十分な年になるまで両親のもとにとどまることになった。ラーマクリシュナは妻を置いて、サニヤーシン（遊行者）となった。

### 修行

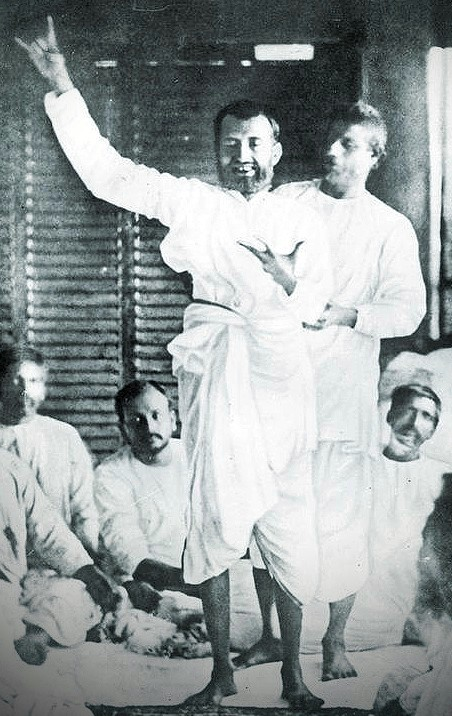
トランス状態に入るラーマクリシュナ（1879年）

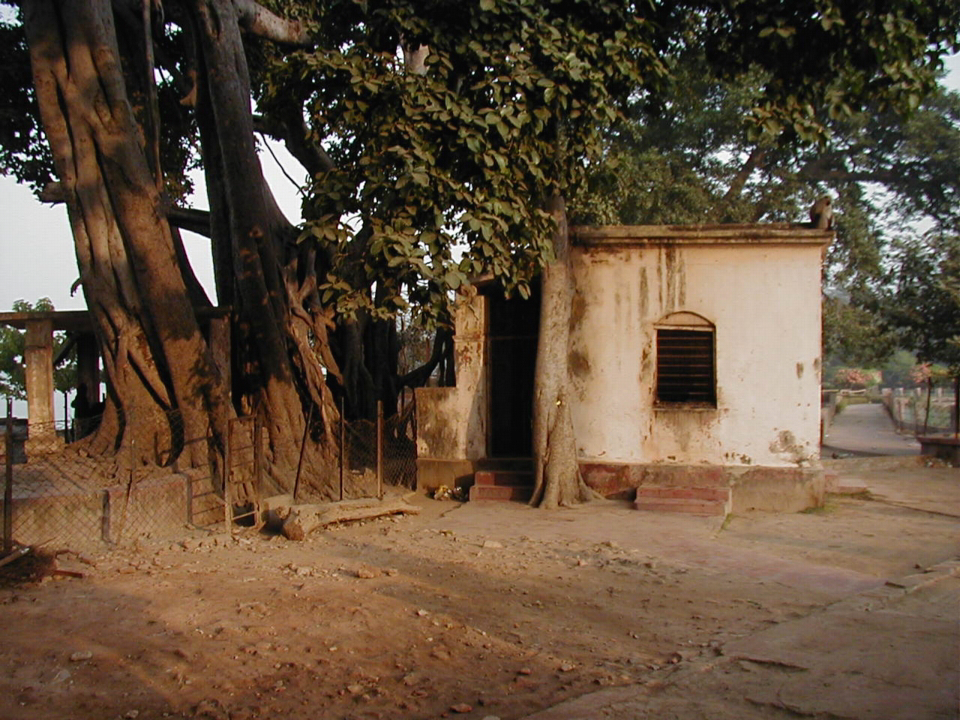
ラーマクリシュナが修行を行った小屋（ナーシク）

1860年に寺に戻ると、ラーマクリシュナの神秘体験、奇妙な行動が再び見られるようになった。様々な宗教の師に教えを乞うようになり、新しい宗教体験の在り方を探求するようになった。
シャクティ派の女性行者バイラヴィ・ブラフマーニー（ヨーゲースワリ）が寺院を訪れると、彼女を指導者として受け入れ、ラーマクリシュナは自身の異常な体験や身体の不具合を打ち明けた。バイラヴィ・ブラフマーニーは、ヨーガによれば狂気ではないと断言し、タントラ・サーダナ（タントラ行法）やヨーガを教えた。「ブラフマーニーは六十四のタントラに示された方法で導いてくれた。これらは難しいものであって、多くのものは足場を失ってしまい、不道徳な堕落と思われる危険なものであった。しかし母神の無限の慈悲はそれらを行っても私を無傷のままにしてくれた」という。
さらにヴァイシナバ・サーダナ（ヴィシュヌ派の行法）の幾つかの方法を修め、ハヌマーンとの同一化、シーターの見神、ヴァートサルヤ・サーダナを行ってクリシュナを友として見た。最高のヴァイシナバ・サーダナを行ってクリシュナの愛人ラーダーと同一化し、クリシュナの情熱的な愛で恍惚として失神する体験をし、数日間ラーダーとなり、女性として女性達と共に生活したという。
1864年の終わり頃、哲学者で実践家である僧トーター・プリーがダクシネーシュワルを訪れた。ラーマクリシュナはカーリー女神の許可を得て、トーター・プリーの下でアドヴァイタ・ヴェーダーンタを11か月学んだ。神の実在について、人間精神は本性上神と同一であること、目に見え感じられる現実はマーヤー（幻）であることを学んだ。ラーマクリシュナがアドヴァイタ・サーダナをやっていると、最高の神秘体験であるとニルヴィカルパ・サマーディ（無分別三昧）に入ったが、それは死んだような状態で、3日も続き、トーター・プリーは自分が40年も厳しい修行をしてたどり着いた境地を弟子が易々と達成したことに非常に驚き喜んだという。こうしてアドヴァイタ・ヴェーダーンタを学んだことで、バクティだけでなくジュニャーナ（知恵）の面でも進歩があった。ニルヴィカルパ・サマーディを達成したラーマクリシュナは、心の中に残るカースト意識を克服すべく、自身をカースト外賤民チャンダーラと見做して、不浄な仕事に奉仕した。
他の宗教の理解・体得を目指し、1866年にはイスラム神秘主義を取り入れるようになり、グルの指導のもとアッラーの名を唱えてメッカに礼拝し、ヒンドゥーの神はカーリー女神も顧みなくなった。
1872年頃、妻の立場にあるサーラダー・デーヴィーをカーリー寺院に迎えた。以後彼女はラーマクリシュナと彼の取り巻きの少年・青年達に仕え、台所の片隅で家事をして暮らした。夫との間に性的関係はなかったと考えられており、生涯一般的な夫婦関係になることはなかった。
1874年にはキリスト教に接し、イエス・キリストのヴィジョンを見た。

### 教祖として

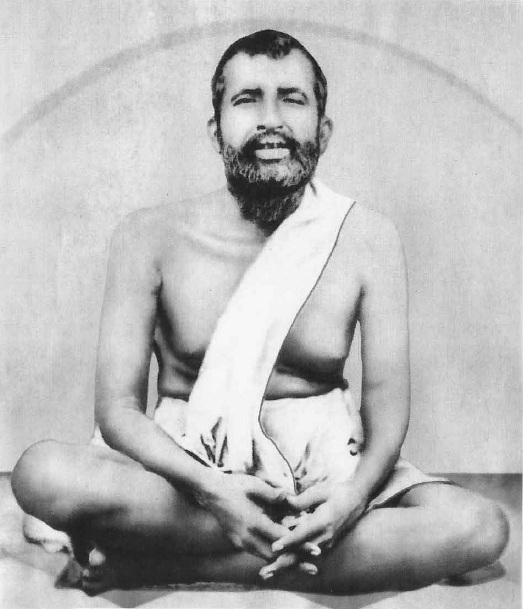
1883年の写真

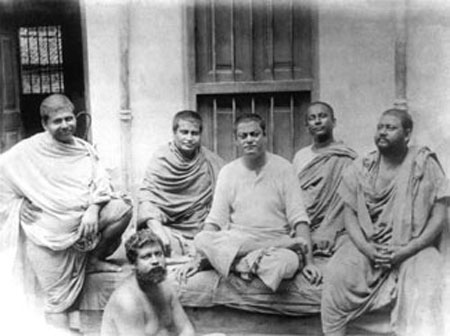
弟子たち。中央がヴィヴェーカーナンダ（1899年）

ラーマクリシュナは、易々と神秘体験に入ることでコルコタ周辺で徐々に知られるようになった。
やがてラーマクリシュナの教えを聴くために、ある程度の人が集まった。その中には、のちにラーマクリシュナの高弟となり教えを引き継ぐことになるナレーンドラナート・ダッタ、のちのヴィヴェーカーナンダや、パンディット（伝統的スタイルのバラモン学者）のイーシュワラ・チャンドラ・ヴィジャーサーガルなどがいた。詩人・思想家のラビンドラナート・タゴールやブラフモ・サマージのケシャプ・センとも交流した。主要な弟子の1人で、地元の高等学校の校長を務めていたマヘーンドラナート・グプターは、ラーマクリシュナの言行を書きとどめ、コメントや思想の解釈を加えて『不滅の言葉（コタムリト）』として出版した。（英訳の際に、ラーマクリシュナの言葉のタントラ的な部分、性的な部分の多くが、意識的にか無意識的にか削除されたり、あいまいな表現、象徴的な表現に置き換えられている。）
ラーマクリシュナは女装することがあり、女のしなを作って信徒たちを笑わせることもあった。時に女性の身体中にすべてを呑み込む女性器の幻を見て恐怖を感じることもあり、女性への嫌悪や女性蔑視を指摘する学者もいる。妻と夫婦関係を持たず、女性たちを退け、少年・青年の弟子たちに囲まれて暮らし、はっきりしないがヴィヴェーカーナンダへの少年愛を暗示させるようなエピソードもあったことから、同性愛者だったのではという意見もあるが、明確な答えはない。女性的な面があったことは確かである。

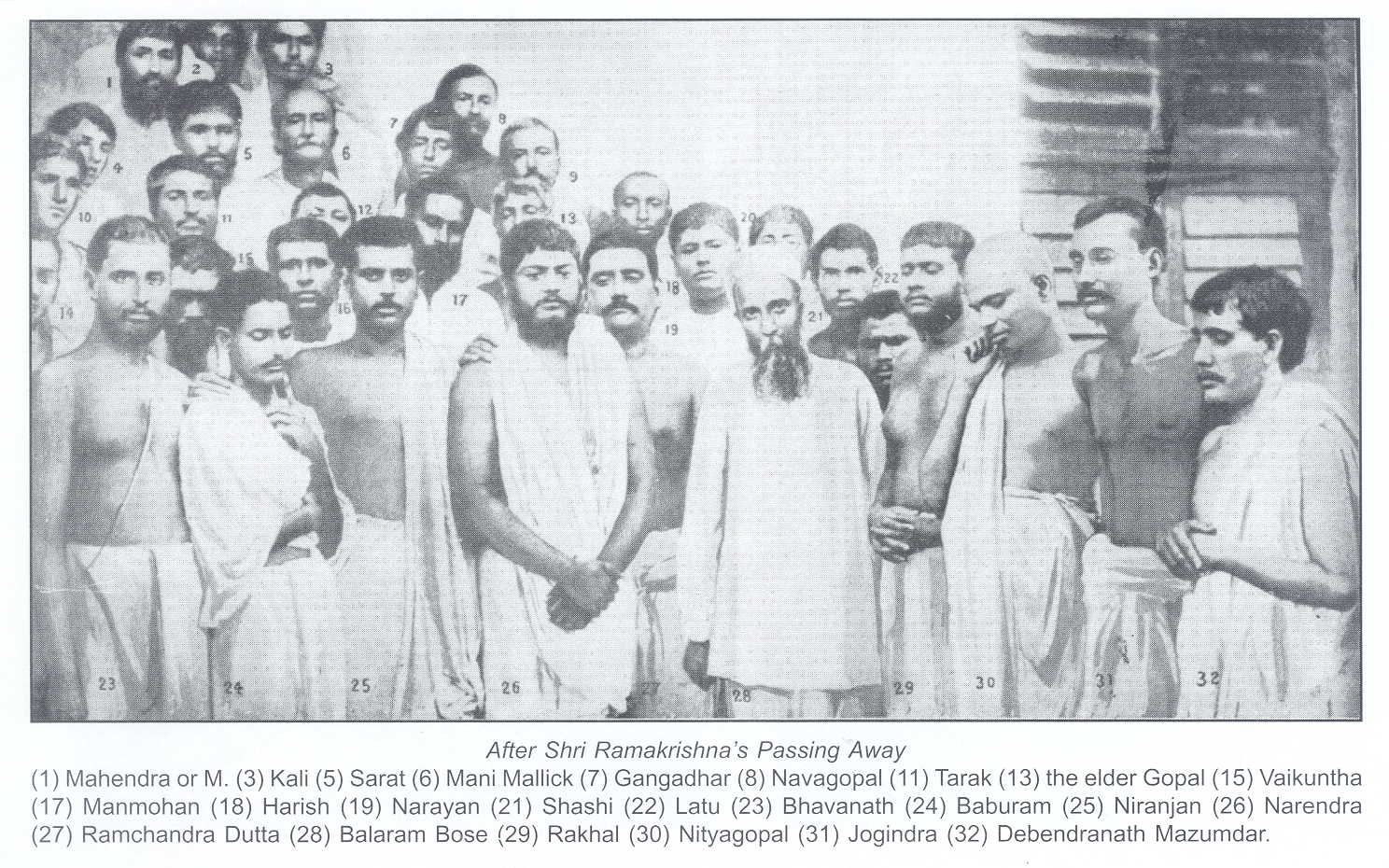
ラーマクリシュナの葬儀に集まった弟子と信者（1886年）

ラーマクリシュナは、コルコタの中間層に積極的に接して支持を集めた。家庭の妻も娼婦も同じく性的な女であり修行の妨げであると考えたため、逆に娼婦出身の舞台女優であっても嫌悪せずに祝福を与えた。そのため女優や娼婦に慕われる聖者となり、女優・劇場の守護聖人となった。
1886年8月16日、コシポルのガーデンハウスにて逝去。死因は喉頭がんであった。

### 死後

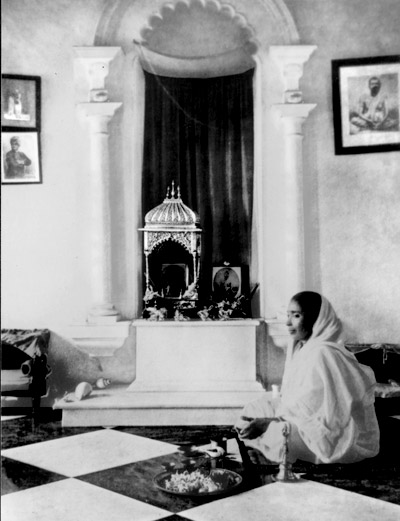
サーラダー・デーヴィー

弟子で後継者のヴィヴェーカーナンダは、ラーマクリシュナの様々な宗教での神秘体験を基盤に、あらゆる宗教が一つに帰するものであると説き、これを発展させて普遍宗教的宗教観を提示した。ヴィヴェーカーナンダはラーマクリシュナを宗祖と仰ぐラーマクリシュナ・ミッションを設立し、この組織は「真理は一つ。賢者はそれをさまざまに呼びなす」という標語を掲げている。
ラーマクリシュナの死後、妻のサーラダー・デーヴィーは「聖母」として宗教的な活動をするようになり、ラーマクリシュナ・ミッションで亡き夫と共に崇敬されるようになった。
日本には、1944年にインド学・仏教学者の渡辺照宏が「ラーマクリシュナの生涯とその宗教運動」（『民族研究所紀要 第一冊』掲載）という論文を発表して紹介した。

## 思想

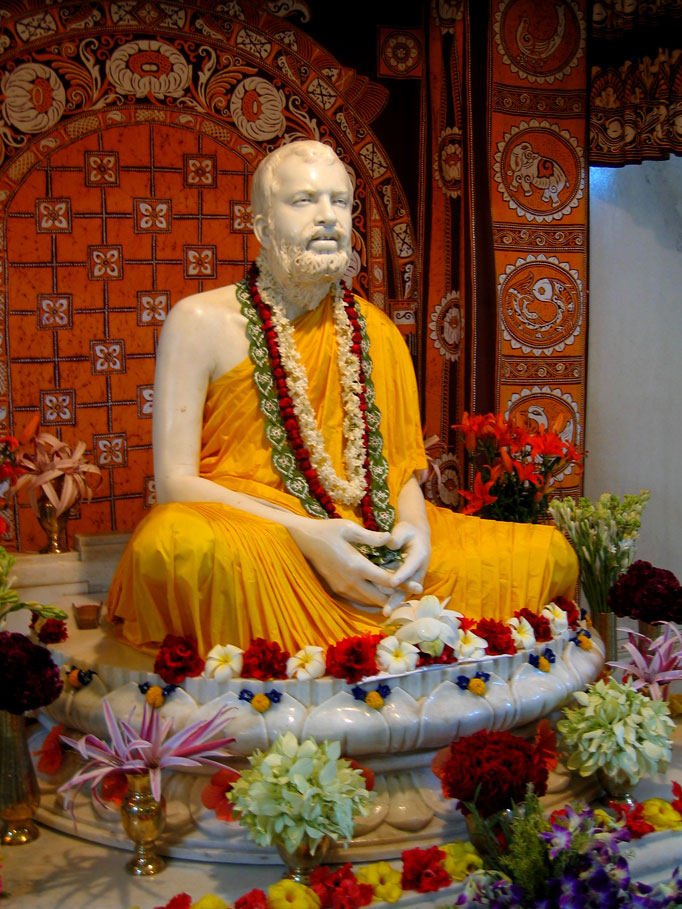
ラーマクリシュナの大理石の像（ベルールマト）

様々な宗教・神の神秘体験を通し、あらゆる宗教には同じ神的な神秘体験があり、全ての宗教で奉じられるそれぞれの神は、最高・唯一・絶対の存在の形の違う顕現であり、あらゆる宗教は道は異なれど同じ到達点に達するものであると説くようになった。ただし、ラーマクリシュナの思想に「超存在」としての神概念はなく、あくまでカーリー女神を特別視し、カーリ女神こそ神の主要な顕現であると信じていた。
ラーマクリシュナの思想は、後継者のヴィヴェーカーナンダら弟子たちによって解釈され紹介された。ラーマクリュシュナは、他宗教への寛容さを徹底し、次のように説いたという。
1. 宇宙の根本神は万能であるからして有形、無形のいずれの相をとっても存在できる。
2. 時代・地域・民族の違いに相応した形式と教えを通じ、神は自己をさまざまに顕現する。万神は唯一神の具現にして、万教は一真理の多彩な表現である。
3. 人は自らの信じる宗教を通じて神と一体になり得る。その時、自分の信じる神のみが正しく、他の宗教は正しくないとする考え方は誤りである。信者が自分の宗教の正しさを信じるのはいいが、他の宗教についてはわからないというのが最も自然な態度であろう。
4. 自分の宗教を通じて神と合体する方法や道はいろいろある。しかし、方法や道は手段であり、目的や到達点である神そのもとと混同してはならない。
5. どの宗教にも誤りや迷信があるかもしれないが、神や究極の実在を求める気持ちがあればよい。[22]

弟子のヴィヴェーカーナンダは、ヒンドゥー教・イスラム・キリスト教の内側に飛び込んで各々の宗教の神と合一したというラーマクリシュナの神秘体験をベースに、あらゆる宗教が一つに帰するものであると主張し、「個我的な自己と絶対者ブラフマンの完全合一」というヒンドゥー教の伝統的真理に立脚する教義、ヴェーダーンタ哲学のアドヴァイタ（不二一元論）という由緒正しい境地を、ラーマクリシュナの権威と共に語り、その教えは全インド、さらに欧米にまで広まった。ラーマクリシュナの思想と、ラーマクリシュナの教えた真理を広めることを使命とするというヴィヴェーカーナンダの思想を別々に論じることは難しく、ひとまとめに論じられてきたが、東海大学のインド近代史研究者の臼田雅之によると、近年の研究でラーマクリシュナの宗教心はカーリー女神へのバクティ（信愛）を中核に形成されており、タントラ的な性格を持つことが明らかになりつつある。タントラ行法がラーマクリシュナの修行の根幹であったと考えられているが、彼はこれを「汚い道（ノングラ・ポト）」だと語っており、性交を欠かせない修行の一環とする左道タントラは生理的に受け付けなかったらしく、カーリー女神は性的存在ではなく、慈愛に満ちた母神として信仰されている。
カミニ・カンチョン、女と金、性的な魅力のある女性と貨幣を、修行の妨げとなるため避けなければならないと説いた。在家の家長たちにカミニ・カンチョンを避けるよう戒め、カミニである妻からより多くのカンチョン（金銭）を稼ぐように迫られ、官庁やイギリス人が経営する商会などで、屈辱的で奴隷的な職に就くことになると考えた。カミニ・カンチョンが支配する家庭は、幸福どころか救いのない地獄であるという。ラーマクリシュナの「ただ神への信仰のみ」を強調するバクティは、社会活動を忌避するものであり、一般社会では逃避主義という批判を受ける態度であるとも言える。彼にとっては、19世紀に行われた様々な社会改革運動も、そのための組織の運営もむなしい努力に過ぎず、おもちゃ遊びであった。こうしたラーマクリシュナの社会を認識する以前の子供に近い感性は人々を惹きつけたが、当然社会に積極的に働きかける可能性もなかった。ラーマクリシュナは社会活動をひどく揶揄したが、ヴィヴェーカーナンダはこうした師の現世放棄主義を180度転換させ、現世利益に縛られない出家者たちは無私の奉仕が可能であると考え、ラーマクリシュナ・ミッションは社会奉仕にいそしんで上流中間層の支持を得た。ただし、これは社会改革ではなく、政治活動は行っていない。

## 関連文献
- 日本ヴェーダーンタ協会 著・翻訳 『ラーマクリシュナ僧団の三位一体と理想と活動』 "The Holy Trinity and the Ideals and Activities of The Ramakrishna Order" 日本ヴェーダーンタ協会 2001年6月3日  /改訂版　2007年6月10日 130頁
- 田中嫺玉『インドの光　聖ラーマクリシュナの生涯』三学出版、1980年。
- マヘンドラナート・グプタ『不滅の言葉（コタムリト）』田中嫺玉・奈良毅 共訳、三学出版、1980年。
- マヘンドラナート・グプタ　『ラーマクリシュナの福音』(Swami Nikhilananda 英訳 "The Gospel of Sri Ramakrishna" 1942年)　日本ヴェーダーンタ協会 1987年12月24日　1135頁
- ロマン・ロラン、宮本正清 訳 『ラーマクリシュナの生涯』 ＜ロマンロラン全集15＞ みすず書房、1980年
- Colin Wilson　The Outsider (Victor Gollancz,London 1956)
  - コリン・ウィルソン著、福田恆存・中村保男 訳 『アウトサイダー』、紀伊國屋書店、1957年
  - コリン・ウィルソン著、中村保男 訳  『アウトサイダー』 集英社文庫、集英社、1988年

## 関連項目

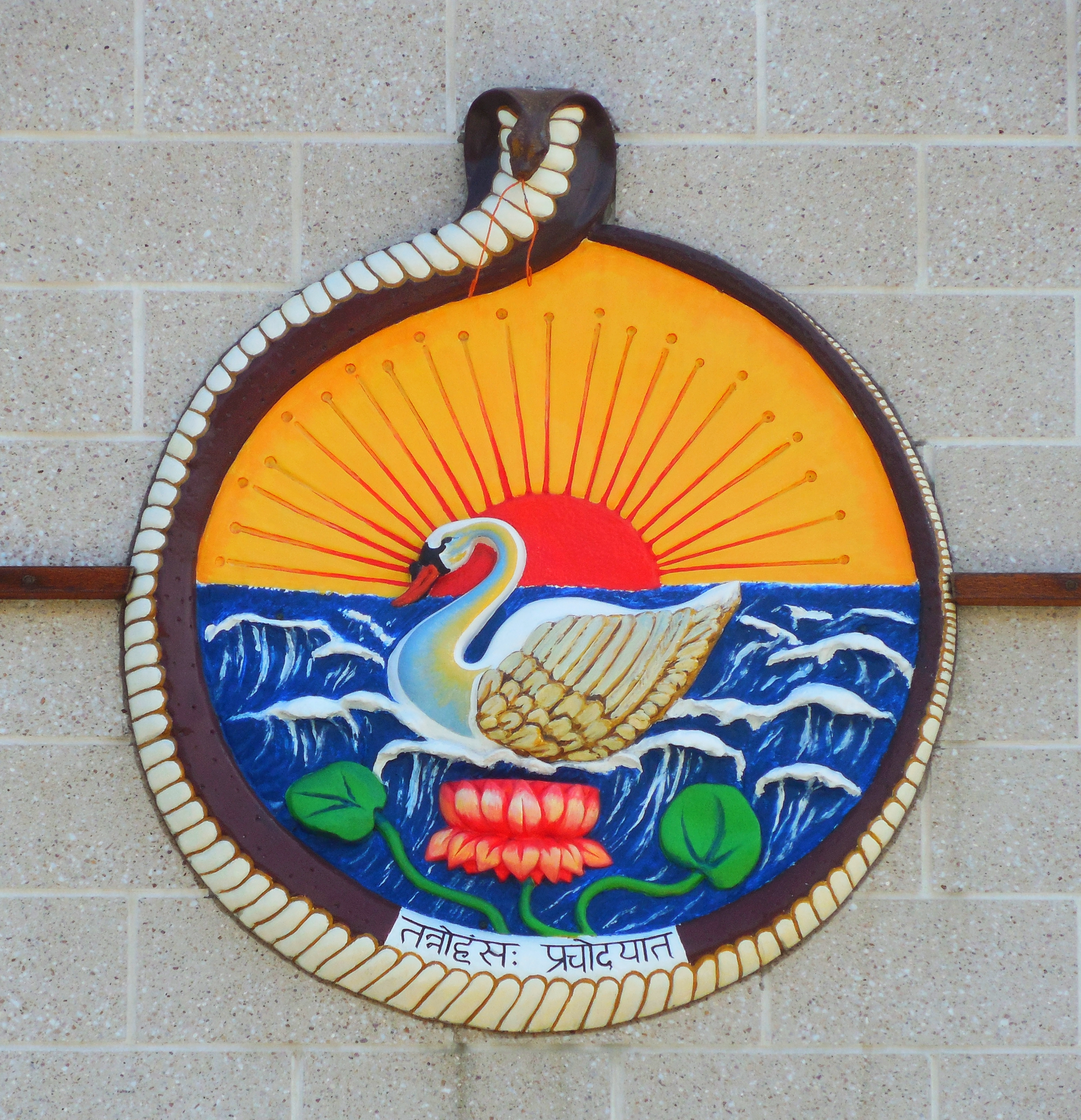
ラーマクリシュナの主要な弟子たちによって設立されたラーマクリシュナ・ミッションの紋章